# Волховець (селище)
Волховець (рос. Волховец) — селище в Новгородському районі Новгородської області Російської Федерації.
Населення становить 923 особи. Входить до складу муніципального утворення Савинське сільське поселення.

## Історія
Від 2004 року входить до складу муніципального утворення Савинське сільське поселення.

## Населення
| 2010 |
| ---- |
| 923  |